# El Chichón
El Chichón je sopka, přesněji typ lávového dómu spolu s tufovým sypaným kuželem, který se nachází v izolované části Mexika ve státě Chiapas.
Poslední známá erupce proběhla roku 1982, během ní došlo k vytvoření pyroklastických proudů, které se dostaly až do vzdálenosti 8 km daleko. Proudy byly extrémně mobilní a tak překvapily obyvatele okolních 9 vesnic, které téměř zničily a zahubily více než 2000 obyvatel. Unikající magma bylo extrémně bohaté na síru, která se z magmatu během odplyňování dostala s pyroklastiky do atmosféry, což mělo za následek změnu barev při západu slunce na celém světě. Bohatost magmatu na síru měla ještě za následek to, že se během erupce do atmosféry dostalo až 40krát více aerosolu než v případě exploze Mount St. Helens, konkrétně okolo 12 megatun.
Společně s erupcí filipínské sopky Pinatubo z roku 1991 se erupce sopky El Chichón stala jednou z prvních erupcí detailně zaznamenána satelity, ve snaze porozumět dopadům šíření pyroklastického mračna v atmosféře na globální počasí a klima. Analýza ukazuje, že změna klimatu v 80. letech 20. století je ovlivněna erupcí sopky El Chichón.
Na vrcholu sopky vzniklo po erupci kráterové jezero, ve kterém se z okolních hornin začala koncentrovat vyloužená síra. Postupným zvyšováním koncentrace vedlo ke vzniku kyselého kráterového jezera, ve kterém se nachází koncentrovaná kyselina sírová. V roce 2000 došlo k nárůstu teploty jezerní vody.